# Chanson napolitaine
La chanson napolitaine est un genre musical formé de chansons populaires originaires de la région de Naples, souvent des complaintes amoureuses ou des sérénades composées habituellement pour voix d'homme seule et chantées en napolitain.
Certaines de ces chansons de la tradition classique napolitaine (it) (1830-1970) comme 'O sole mio, Torna a Surriento, Funiculì funiculà, Core' ngrato, Santa Lucia ou encore Guaglione ont acquis une renommée internationale.

## Formes musicales
La chanson napolitaine évolue dans sa forme et ses thèmes :
- la tarentelle a un rythme à 6/8 si entraînant qu'on croyait que les danseurs avaient été piqués par une tarentule, d'où le nom de cette danse ;
- la nenia, au rythme beaucoup plus lent, est souvent dans une tonalité mineure qui évoque la mélancolie. Elle tire son nom du latin "nenia", lamentations des pleureuses à l'adresse d'un défunt, lors des funérailles ;
- la villanella, moins fréquente, est chantée à deux ou trois voix, et a inspiré de nombreux compositeurs classiques[Qui ?]. Son nom, proche du français "vilain", montre son origine paysanne ;
- le "neomelodico" s'est développé à Naples et dans sa périphérie dans les années 1970. Parfois vu comme « de la pop napolitaine », d'origine urbaine, les chansons de ce style parlent de l'amour, mais aussi de trahison, jalousie, misère ou crime. Certains de ses artistes, aux revenus considérables, ont suscité de très vives polémiques pour leur proximité affichée, dans leurs chansons ou leur quotidien, avec la Camorra.

## Histoire

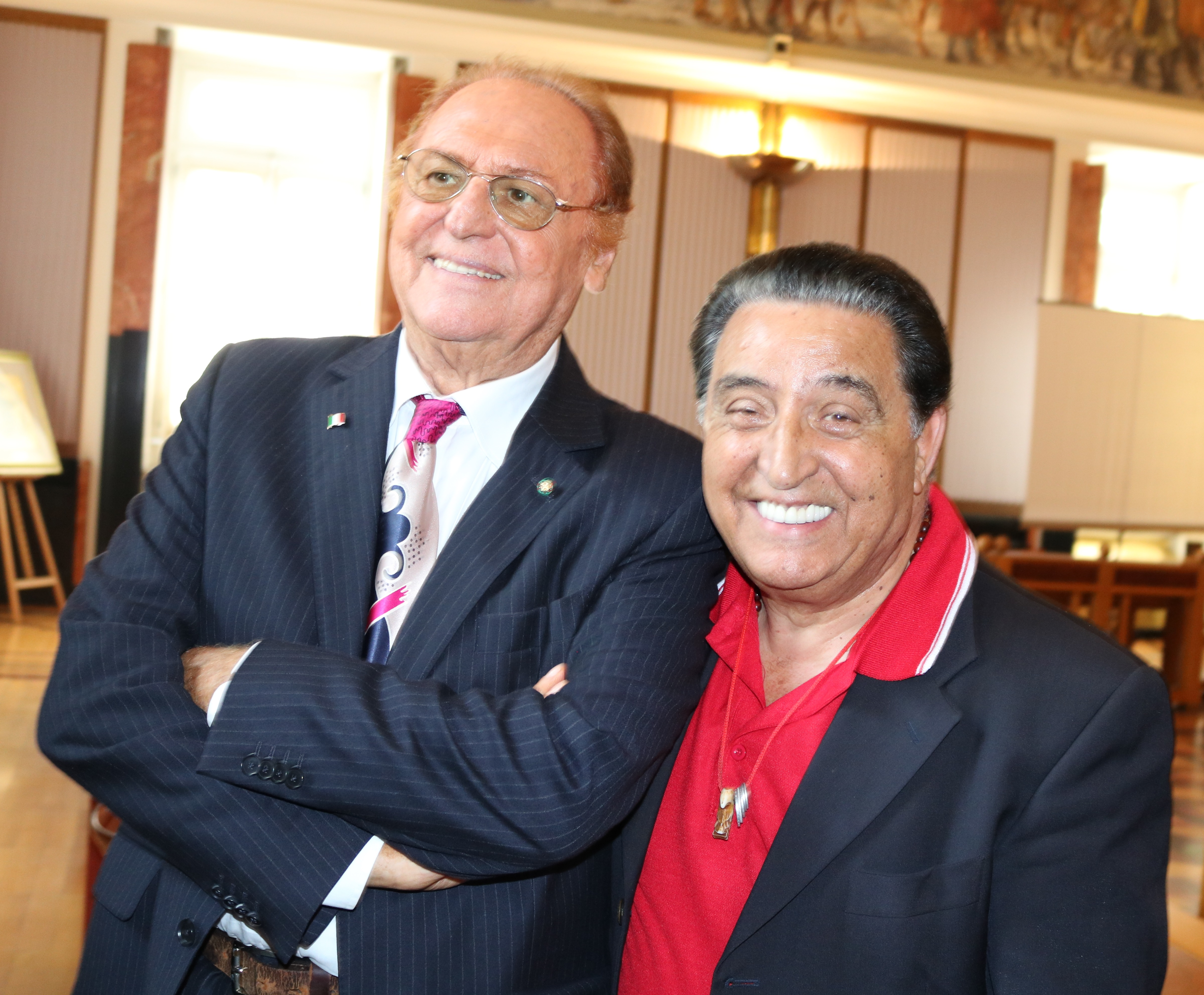
Les chanteurs Renzo Arbore et Mario Trevi

La présence de la musique à Naples est attestée de fort longue date. Dès la fin du Moyen Âge, la cité atteint un haut degré dans l'expression de la musique polyphonique. Plusieurs compositeurs parmi lesquels Giovanni Domenico da Nola, Giovanni Tommaso Cimello (it), Roland de Lassus y séjournent de nombreuses années. Ils y composent d'ailleurs, sur des vers napolitains, une villanella fameuse : Sto core mio, "ce cœur à moi". Le peuple napolitain est friand de ces compositions qui se caractérisent par un refrain et qui se chantent dans les rues et les espaces publics, a cappella ou accompagnées d'un flûtiau. Canto d''e lavannare d''o Vommero, le chant des lavandières du Vomero, reste un des plus anciens chants napolitains enregistrés, qui date au moins du XIIIe siècle,.
C'est au XVIIIe siècle que la chanson napolitaine va connaître un fort développement créatif, la musique tenant une place de plus en plus importante dans la ville par la création de nombreux conservatoires.
L'ouverture du chemin de fer et du funiculaire pour monter sur le Vésuve est l'occasion de l'écriture de la chanson célèbre de Funiculì funiculà, une des plus grandes chansons du folklore napolitain.